# Paradidyma merista
Paradidyma merista là một loài ruồi trong họ Tachinidae.